# مملكة لارانتوكا
مملكة لارانتوكا (بالإنجليزية:Kingdom of Larantuka) كانت مملكة قديمة تقع مكان مقاطعة نوسا تينقارا الشرقية في إندونيسيا اليوم. كانت هذه المملكة واحدة من الأنظمة السياسية الكاثوليكية الرومانية القليلة (إن لم تكن الوحيدة) في أراضي إندونيسيا الحديثة. سيطر راجا (ملك) مملكة لارانتوكا على جميع الأراضي في جزر فلوريس وسولور وأدونارا وليمباتا من عام (1515-1904). وفي عام 1904 اشترت الهند الشرقية الهولندية اراضي مملكة لارانتوكا من البرتغاليين.
على الرغم من فقدانها لسيادتها الفعلية بعد الضم، استمرت الأسرة الحاكمة في المملكة في الحكم بشكل رمزي تقليدي قبل الإلغاء النهائي للهيكل الملكي من قبل السلطات في اندونيسيا في عام 1962.